# Tim McKee
Tim McKee (Estados Unidos, 14 de marzo de 1953), también llamado Alexander McKee, es un nadador estadounidense retirado especializado en pruebas de cuatro estilos, donde consiguió ser subcampeón olímpico en 1976 en los 400 metros.

## Carrera deportiva
En las Olimpiadas de Múnich 1972 ganó dos medallas de plata: en los 200 metros y 400 metros estilos.
Cuatro años después, en los Juegos Olímpicos de Montreal 1976 ganó la medalla de plata en los 400 metros estilos, con un tiempo de 4:24.62 segundos, tras su compatriota Rod Strachan  que batió el récord del mundo con 4:23.68 segundos.